# Sundasciurus juvencus
Sundasciurus juvencus is een eekhoorn uit het geslacht Sundasciurus die voorkomt in het noorden van het Filipijnse eiland Palawan. Het holotype is gevangen op het grondgebied van de provinciehoofdstad Puerto Princesa City. Deze soort behoort tot het ondergeslacht Aletesciurus en daarbinnen tot de S. steerii-groep, samen met de meeste overige soorten uit Groot-Palawan (S. steerii, S. hoogstraali en S. moellendorffi). Deze soort komt algemeen voor in regenwouden, jong bos en landbouwgebieden tot op 500 m hoogte. S. juvencus is een plaag door zijn voorliefde voor landbouwgewassen. Door de IUCN werd de soort als "bedreigd" beschouwd, maar dat bleek onterecht.
Sundasciurus brookei · Sundasciurus davensis · Sundasciurus fraterculus · Sundasciurus hippurus · Sundasciurus hoogstraali · Sundasciurus jentinki · Sundasciurus juvencus · Sundasciurus lowii · Sundasciurus mindanensis · Sundasciurus moellendorffi · Sundasciurus philippinensis · Sundasciurus rabori · Sundasciurus samarensis · Sundasciurus steerii · Sundasciurus tenuis